# Edwin Hennig

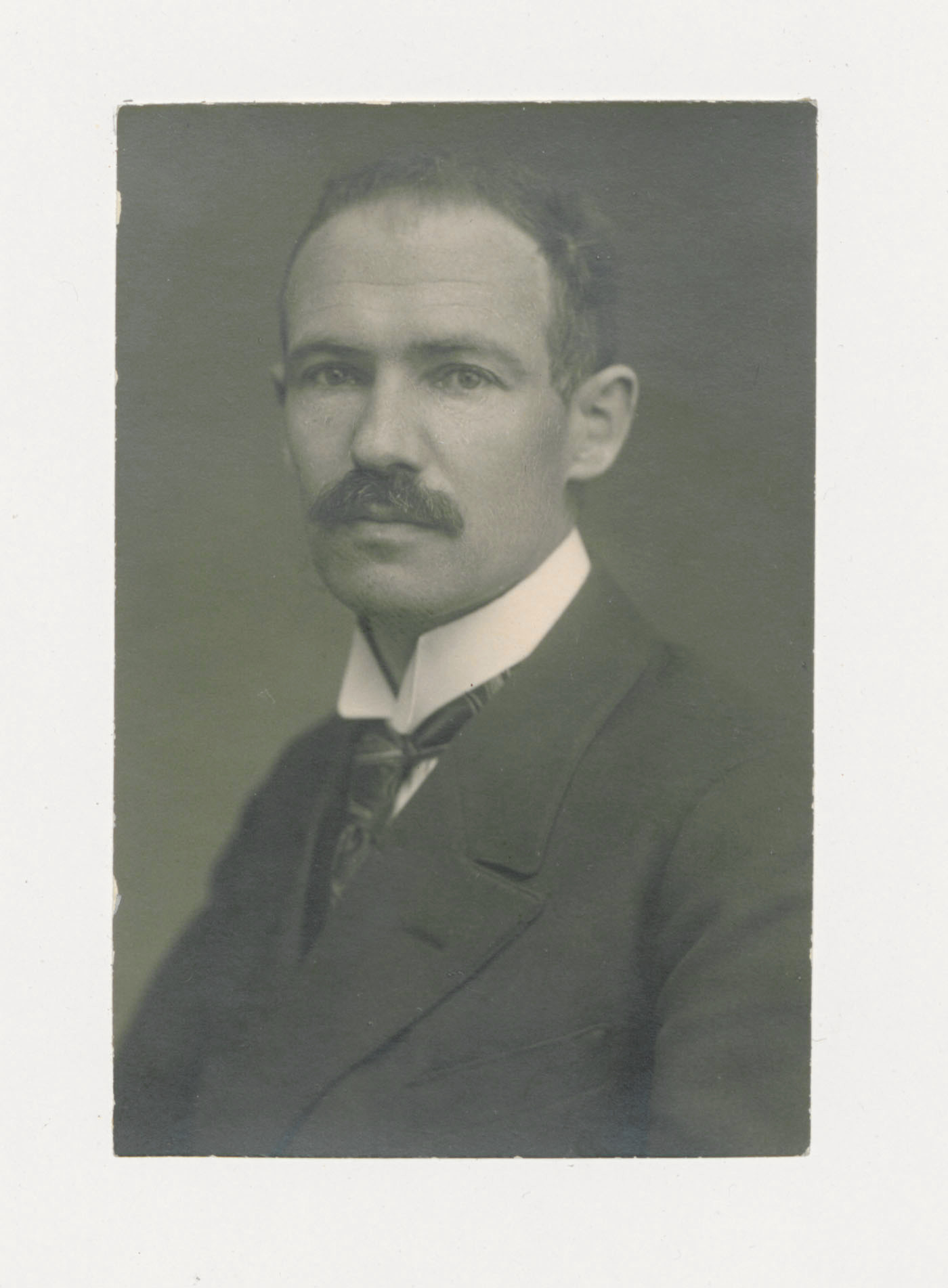
Edwin Hennig (ca. 1920). Fotografie von Julius Wilhelm Hornung (1861–1929).

Edwin Hennig (* 27. April 1882 in Berlin; † 12. November 1977 in Tübingen) war ein deutscher Paläontologe.

## Leben
Hennig war eines von fünf Kindern eines Kaufmanns, der starb, als Hennig zehn Jahre alt war. Zu seinen Brüdern zählte der Verkehrswissenschaftler und historische Geograph Richard Hennig. Edwin Hennig studierte, nachdem er im Frühjahr 1902 am königlichen Berliner Wilhelms-Gymnasium das Abitur abgelegt hatte,  Naturwissenschaften, Anthropologie und Philosophie an der Albert-Ludwigs-Universität Freiburg, wo er 1906 bei Otto Jaekel promoviert wurde (Gyrodas und die Organisation der Pycnodonten). Danach war er Assistent bei Wilhelm von Branca am Geologisch-Paläontologischen Institut der Humboldt-Universität Berlin, wo er sich 1913 habilitierte und Privatdozent wurde. Im Ersten Weltkrieg war er Militärgeologe. Ab 1917 war er Professor an der Universität Tübingen, an der er 1929/1930 Rektor war und Direktor des Geologisch-Paläontologischen Instituts. Am 21. Oktober 1937 beantragte er die Aufnahme in die NSDAP und wurde rückwirkend zum 1. Mai desselben Jahres aufgenommen (Mitgliedsnummer 5.896.043). Hennig war Mitglied der SA im Range eines Scharführers zur Disposition und spätestens seit 1939 auch Mitglied der NSV, für die er im Wintersemester 1939/40 als Organisationsleiter in Erscheinung trat. 1944/45 war er wissenschaftlicher Leiter der Wissenschaftlichen Akademie Tübingen des Nationalsozialistischen Deutschen Dozentenbundes. Nach Kriegsende wurde er amtsenthoben und einem Entnazifizierungsverfahren unterzogen, bei dem er als Mitläufer eingestuft wurde. 1951 ging er in den Ruhestand.
Hennig ist bekannt als Ausgräber (unter Werner Janensch) von Dinosauriern in der Tendaguru-Expedition in Ostafrika ab 1909. 1948 beschrieb er Australopithecus-afarensis-Funde aus Ostafrika, gesammelt von Ludwig Kohl-Larsen. Er schrieb einige populärwissenschaftliche Bücher.
Ähnlich wie zuvor Othenio Abel war er Anhänger orthogenischer Theorien der Evolution, wie auch Karl Beurlen, der sein Assistent war.

## Schriften
- (als Bearbeiter und Übersetzer): Die Weltumseglungsfahrten des Kapitäns James Cook. In: Ernst Schultze (Hrsg.): Bibliothek denkwürdiger Reisen. Band 1. Gutenberg-Verlag, Hamburg 1908.[8]
- Am Tendaguru. Leben und Wirken einer deutschen Forschungsexpedition zur Ausgrabung vorweltlicher Riesensaurier in Deutsch-Ostafrika. Schweizerbart, Stuttgart 1912 (Digitalisat); – Reprint Nabu Press 2010.
- Paläontologische Beiträge zur Entwicklungslehre. Mohr, Tübingen 1922 (Tübinger Naturwissenschaftliche Abhandlungen; 1).
- mit Erich Krenkel: Geologie von Württemberg nebst Hohenzollern, Borntraeger, Berlin 1923 (Handbuch der Geologie und Bodenschätze Deutschlands; Abt. 2, Bd. 1).
- Der mittlere Jura im Hinterlande von Daressalaam (Deutsch-Ostafrika), Borntraeger, Berlin 1924.
- Von Zwangsablauf und Geschmeidigkeit in organischer Entfaltung, J.B.C.Mohr, Tübingen 1929 (Rektoratsrede).
- Wesen und Wege der Paläontologie; eine Einführung in die Versteinerungslehre als Wissenschaft. Borntraeger, Berlin 1932.
- Das naturwissenschaftliche Weltbild der Gegenwart. Durchbruch-Verlag Bühler, Stuttgart [1937] (Durchbruch-Schriftenreihe; 6).
- Leben der Vorzeit. Einführung in die Versteinerungskunde. Lehmann, München 1938.
- Geologie Großdeutschlands, Enke, Stuttgart 1942.
- Der Werdegang des Menschengeschlechts. Matthiesen, Tübingen 1950.
- James Cook. Erschließer der Erde. Wissenschaftliche Verlagsgesellschaft, Stuttgart 1952 (Große Naturforscher; 9).
- Württembergische Forschungsreisende der letzten anderthalb Jahrhunderte. Festschrift zur Feier des 70jährigen Bestehens des Württembergischen Vereins für Handelsgeographie. Museum für Länder- und Völkerkunde, Lindenmuseum, Stuttgart. Stuttgart 1953 (online bei portal.dnb.de).
- Irdisches Werden, Lux-Verlag, München, Murnau 1953 (Orion-Bücher; 62).
- Gewesene Welten. Auf Saurierjagd im ostafrikanischen Busch. Albert Müller Verlag, Rüschlikon bei Zürich 1955.
- Tübingens Vorzeit und Vorgeschichte. H. Laupp`sche Buchhandlung, Tübingen 1957 (Tübinger historische Darstellungen; 3).
- Saurier in Ostafrika. Erkundungsfahrt durch den ostafrikanischen Busch. Lux-Verlag, Murnau 1961.
- Zeitgeschichtliche Aufdeckungen; ein Beitrag zur Erforschung der jüngsten Vergangenheit. Türmer Verlag, München 1964.

## Auszeichnungen
- 1912: Kronen-Orden, 4. Klasse.[9]
- 1912: Silberne Leibniz-Medaille der Preußischen Akademie der Wissenschaften zu Berlin.[9]
- 1952: Ehrenmitgliedschaft im Verein für vaterländische Naturkunde in Württemberg.[10]
- 1952: Ehrenmitgliedschaft im Oberrheinischen Geologischen Verein.

## Wikilinks
- Hennig, Edwin. In: gepris-historisch.dfg.de. 27. Juli 2023.